# Aisvarja Rai
Aisvarja Rai Baccsan, született Aisvarja Krisnarádzs Rai (tulu nyelven, kannada írással: ಐಶ್ವರ್ಯಾ ರೈ; Mangalor, 1973. november 1. –) indiai színésznő, modell, szépségkirálynő (1994, Miss World).
Pályafutása során több mint 40 filmben szerepelt, többek között hindi, angol, tamil és bengáli nyelvű produkciókban, beleértve nemzetközi, angol nyelvű filmeket is, mint a Mátkaság és legényélet (2004), Fűszerek hercegnője (2005), Az utolsó légió (2007) és A rózsaszín párduc 2. (2009). A médiában gyakran a világ legszebb nőjeként is említik.

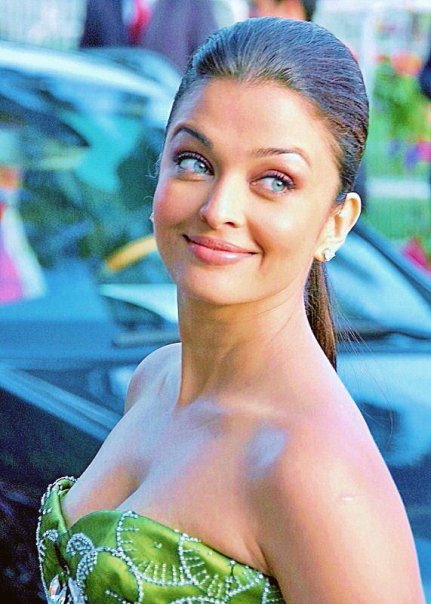
A 2008-as cannes-i filmfesztiválon

Aisvarja Krisnarádzs tengerbiológus és Vrinda Rai író leányaként született Mangalore-ban. Bátyja, Aditja Rai, aki mérnök a kereskedelmi flottánál. Miután megszületett, elköltöztek Mumbaiba, ahol az Arja Vidja Mandír középiskolába járt Santa Cruz Raiban, azután a Jai Hind College-be 1 évig Churchgate-nél, majd a Ruparel Collegebe Matungában hogy befejezze tanulmányait. Jó tanuló volt és építész szeretett volna lenni. Több nyelven beszél, köztük hindiül, angolul, beszéli a Marathi és a Tamil nyelvjárást is. Az 1994 Miss India versenyen második lett, de a Miss World versenyt megnyerte. Tanulmányait otthagyta és azzal töltött egy évet, hogy Miss Worldként uralkodott Londonban. Akkor kezdett modellkedni, azután színészkedni kezdett.
1997-ben debütált a filmvásznon Mani Ratnamben filmjében, az Iruvarban.
2005-ben hároméves szerződést kötött a L’Oréallal. 2004-ben Martin Henderson és Neaveen Andrews oldalán szerepelt a Mátkaság és legényélet c. filmben. 2005-ben a Fűszerek hercegnője (Szerelemmel fűszerezve) c. filmben láthattuk. 2006-ban a nagy sikerű Dhoom: 2-ben szerepelt. 2009-ben a Rózsaszín Párduc 2. részében Jean Reno és Steve Martin oldalán szerepelt.
Aishwarya 2007. április 20-án ment férjhez Abhisek Baccsan színészhez.

## Családi háttér és a kezdetek
Aisvarja Krisnaradzs Rai tengerbiológus és Vrinda Rai író lányaként született Mangalore-ban. Bátyja, Aditja Rai mérnök a kereskedelmi flottában. Miután megszületett, elköltöztek Mumbaiba, ahol az Arja Vidja Mandir középiskolába járt Santa Cruzban, azután a Jai Hind College-be 1 évig Churchgate-nél, majd a Ruparel College-be Matungában hogy befejezze tanulmányait. Jó tanuló volt és építész szeretett volna lenni. Több nyelven beszél, köztük hindiül, angolul, beszéli a maráthit és a tamilt is. Az 1994 Miss India versenyen második lett, de a Miss World versenyt megnyerte. Tanulmányait otthagyta és azzal töltött egy évet, hogy Miss Worldként uralkodott Londonban. Akkor kezdett modellkedni, azután színészkedni kezdett.

## Filmjei
- 1997: Iruvar
- 1997: …Aur Pyar Ho Gaya
- 1998: Jeans
- 1999: Aa Ab Laut Chalen
- 1999: Hum Dil De Chuke Sanam
- 1999: Taal
- 1999: Ravoyi Chandamama
- 2000: Sanam Tere Hain Hum
- 2000: Mela
- 2000: Kandukondain Kandukondain
- 2000: Josh
- 2000: Hamara Dil Aapke Paas Hai
- 2000: Dhaai Akshar Prem Ke
- 2000: Mohabbatein
- 2001: Albela
- 2002: Devdas
- 2002: Hum Tumhare Hain Sanam
- 2002: Hum Kisise Kum Nahin
- 2002: 23rd March 1931: Shaheed (csak tánc)
- 2002: Shakti – The Power (csak tánc)
- 2003: Dil Ka Rishta
- 2003: Kuch Naa Kaho
- 2003: Chokher Bali
- 2004: Khakee
- 2004: Kyun! Ho Gaya Na…
- 2004: Mátkaság és legényélet (Bride and Prejudice)
- 2004: Raincoat
- 2005: Shabd
- 2005: Bunty Aur Babli
- 2005: Szerelemmel fűszerezve
- 2006: Provoked
- 2006: Umrao Jaan
- 2006: Dhoom – Back in Action
- 2007: Journey Across India
- 2007: Az utolsó légió (The Last Legion)
- 2007: Guru
- 2008: Jodhaa Akbar
- 2008: Sarkar Raj
- 2009: A rózsaszín párduc 2.
- 2010: Endhiran
- 2010: Raavana
- 2010: Raavan
- 2010: Action Replay
- 2010: Guzaarish
- 2015: Jazbaa
- 2016: †Ae Dil Hai Mushkil
- 2016: †Sarbjit